# Agomadaranus shirakii
Agomadaranus shirakii is een keversoort uit de familie bladrolkevers (Attelabidae). De wetenschappelijke naam van de soort werd in 1930 gepubliceerd door Kôno.